# Vrede Nu
Vrede Nu, internationaal bekend als Peace Now (Hebreeuws: שלום עכשיו; Shalom Achshav, uitspraak: (ʃaˈlom (ʔ)aχˈʃav), is een niet-gouvernementele Israëlische organisatie (NGO). Zij is tegen wat zij noemt de voortdurende bezetting door Israël van de in juni 1967 door deze staat veroverde Palestijnse gebieden: de Westbank en de Gazastrook. Als oplossing ziet zij de vestiging - naast Israël - van een Palestijnse staat in deze gebieden. Zij staat achter het Genève-Initiatief.

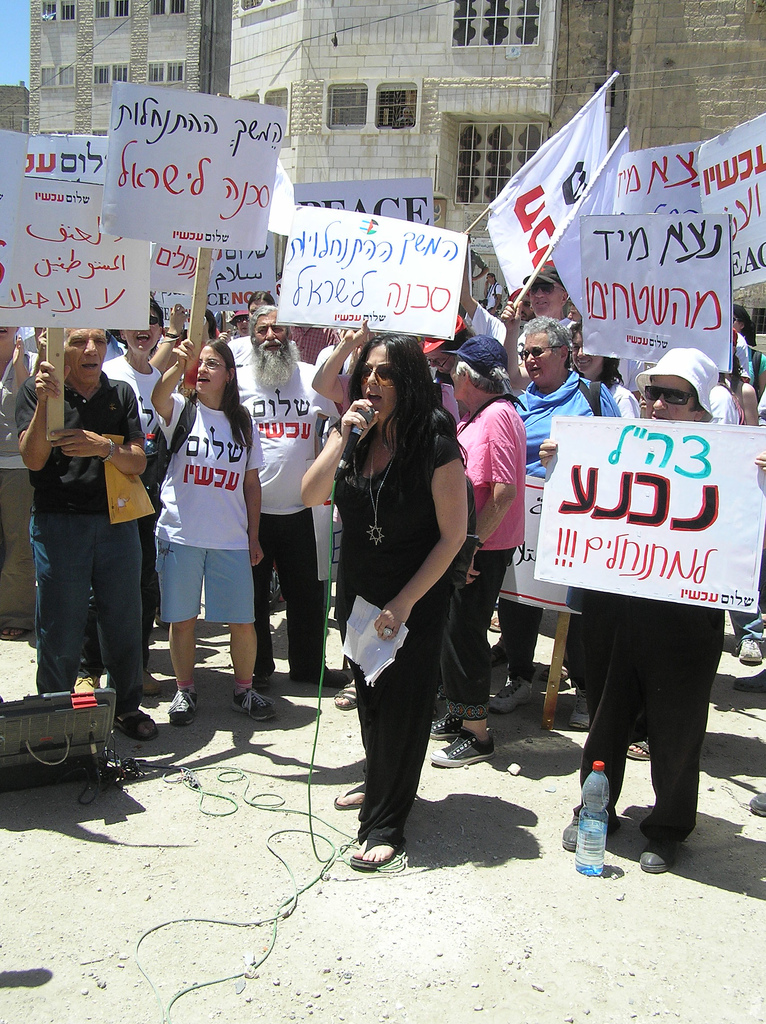
Demonstratie van Vrede Nu

De beweging is ontstaan in 1978 tijdens de vredesbesprekingen met Egypte in Camp David in de Verenigde Staten. De besprekingen verliepen moeizaam en leken geen resultaat op te leveren. Een groep van 384 legerofficieren schreef toen een open brief aan toenmalig premier Menachem Begin, waarin zij hem opriepen om gebruik te maken van deze kans op vrede.
"Vrede Nu" wist in de jaren '80 en '90 honderdduizenden Israëli's de straat op te krijgen: tegen de Libanonoorlog (1982) en later voor de Oslo-akkoorden (1993-1995). Nog altijd ageert zij tegen de Israëlische bezetting van de Palestijnse Gebieden. Zo steunt zij met haar expertise de Palestijnse bewoners van huizen in de wijk Sheikh Jarrah (in Jeruzalem/Al Quds), die met huisuitzetting worden bedreigd, omdat joodse groepen voor de rechtbank eigendom op huis en/of grond wisten te claimen (Palestijnen kunnen hun tijdens de oorlog van 1948 verlaten eigendommen in Israël niet claimen). Bekend is de groep ook door haar "Nederzettingen-monitor" (Settlement Watch), waarmee zij de voortdurende uitbreiding van de door Israëliërs in de Palestijnse gebieden opgezette nederzettingen monitort en in kaart brengt.
In 1981 werd in de Verenigde Staten "Americans for Peace Now" (APN) opgericht als zusterorganisatie. Bij monde van hun Amerikaans-Israëlische president en CEO Hadar Susskind riep APN - als eerste progressieve zionistische groepering ooit - op 16 juni 2021 de Amerikaanse regering op om voorwaarden te stellen aan hun jaarlijkse militaire hulp aan de staat Israël ter waarde van 3,8 miljard dollar. Dit was na het krijgen van informatie over het Israëlisch-Palestijns conflict (2021).
In 1983 werd een Vrede Nu-demonstrant, Emil Grunzweig, gedood tijdens een demonstratie. De dader, Avraham Avrushmi, had een granaat in de menigte gegooid. Er waren negen gewonden, waaronder Avraham Burg en Yuval Steinitz. Veroordeeld in 1985 kwam hij in 2011 op vrije voeten. Tijdens het proces zei hij dat vredesdemonstranten "bacteriën zijn, die moeten worden uitgeroeid." In 2020 verklaarde hij dit weer, nu over de anti-Netanyahu-demonstranten.

## Prijs
- 1995 - Olof Palme-prijs (samen met Fatah-jongeren en Israeli Labour Young Leadership).

## Trivia
Uiteenlopende persoonlijkheden als Amos Oz en Amir Peretz behoorden tot de oprichters.